# رابرت بیل

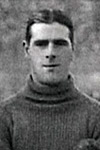
رابرت بیل

رابرت بیل (انگلیسی: Bobby Beale; ۸ ژانویهٔ ۱۸۸۴ – ۵ اکتبر ۱۹۵۰) بازیکن فوتبال اهل بریتانیا بود.
از باشگاه‌هایی که در آن بازی کرده‌است می‌توان به باشگاه فوتبال مایدستون یونایتد، باشگاه فوتبال برایتون اند هوو آلبیون، باشگاه فوتبال نوریچ سیتی، باشگاه فوتبال منچستر یونایتد، باشگاه فوتبال آرسنال، و باشگاه فوتبال گیلینگام اشاره کرد.